# Cipiko
Cipiko je priimek več znanih oseb:
- Jerolim Cipiko, arhidiakon v Splitu (?—po letu 1524)
- Jerolim Cipiko, odvetnik v Trogiru (1656—1732)
- Koriolan Cipiko, humanist, zgodovinar in vojak (1425—1493)
- Lelij Cipiko, nadškof v Splitu  (1721—1807)
- Ludovik Cipiko, nadškof v Trogiru (1456—1504)